# Microchelifer lourencoi
Espèce
Microchelifer lourencoi est une espèce de pseudoscorpions de la famille des Cheliferidae.

## Distribution
Cette espèce est endémique de Côte d'Ivoire. Elle se rencontre vers la station d'écologie de Lamto.

## Publication originale
- Heurtault, 1983 : Pseudoscorpions de Côte d'Ivoire. Revue Arachnologique, vol. 5, no 1, p. 1-27.